# Congrés d'Estònia de 1990
El Congrés d'Estònia de 1990 fou un parlament alternatiu de base creat a Estònia com a part del procés de recuperació de la independència de la Unió Soviètica. També va impugnar el poder i l'autoritat de l'altre parlament al país, el Soviet Suprem de l'RSS d'Estònia, que s'havia establert d'acord amb les lleis soviètiques. El Congrés afirmava representar la màxima autoritat en qüestions d'Estat i de la ciutadania estoniana, derivant la seva autoritat del consentiment i iniciativa dels ciutadans d'Estònia. L'objectiu del Congrés era restablir la independència d'Estònia sobre la base d'un principi de continuïtat jurídica amb la República d'Estònia de 1918.

## Activitat
Activistes de la independència el 1989 van formar els Comitès de Ciutadans d'Estònia (Eesti Kodanike Komiteed) i van començar el registre de les persones considerades ciutadans estonians per naixement, d'acord amb l'ius sanguinis, és a dir, els que tenien la ciutadania estoniana el juny de 1940 (quan l'Estònia independent fou ocupada per la Unió Soviètica) i els seus descendents. Les persones que no complien aquests criteris podien registrar les sol·licituds de ciutadania. El febrer de 1990 hi havia enregistrats 790.000 ciutadans provisionals i uns 60.000 sol·licitants.
El febrer de 1990 es va convocar l'elecció del Congrés només per a ciutadans inscrits. Al Congrés hi havia 499 delegats de 31 partits polítics diferents. El Partit de la Independència Nacional Estoniana (Eesti Rahvusliku Sõltumatuse Partei, ERSP) va obtenir el major nombre d'estat, i altres partits representats foren el Front Popular d'Estònia, la Societat Estoniana per a la Preservació del Patrimoni Nacional (Eesti Muinsuskaitse Selts, EMS) i el Partit Comunista d'Estònia. El comitè permanent, anomenat Comitè d'Estònia (Eesti Komitee) va ser presidit per Tunn Kelam.
El setembre de 1991 es va formar una assemblea constitucional de nombre de membres igual al del Soviet Suprem i el Congrés d'Estònia, per a redactar una nova constitució per a la República. La nova Constitució va ser aprovada per referèndum el juny de 1992 usant el procés de substitució especificat en la Constitució de 1938 donant continuïtat legal a la República d'Estònia. Tant el Congrés d'Estònia com el Soviet Suprem es va dissoldre l'octubre de 1992, amb la presa de possessió del primer Parlament (Riigikogu) elegits en virtut de la nova constitució, el setembre de 1992.

## Política
El març de 1990 també es van celebrar les eleccions al Soviet Suprem Estonià de 1990, la primera en la qual podien presentar-se partits polítics plurals. A diferència del Soviet anterior, dominat pels membres del Partit Comunista d'Estònia, la força dominant fou el Front Popular d'Estònia. Les principals diferències entre les idees polítiques del Congrés d'Estònia i el Soviet Suprem eren:
- El Congrés d'Estònia donava suport a la continuïtat jurídica de la República declarant la "Tercera República" (després de la Primera República de 1918-1940 i la República Soviètica de 1940-1991), en la qual el Soviet Suprem era la posició dominant;

- El Congrés d'Estònia, com els Comitès de Ciutadans abans, donaven suport a la continuïtat en la ciutadania, i s'oposaven a l'ampliació de la ciutadania a totes les persones amb propiska a Estònia en 1990 (a vegades anomenat l'"opció zero de ciutadania" o "estat net de ciutadania"), inclosa l'ocupació més de 300.000 immigrants d'altres regions de la Unió Soviètica.

L'oposició entre el Congrés d'Estònia i el Soviet Suprem sobre el primer punt va ser la principal raó que el Soviet Suprem no "proclamés" o "restablís" la independència d'Estònia durant el cop d'estat d'agost de 1991, sinó que, com un compromís, va decidir "afirmar-la". D'aquesta manera, els debats sobre la correcció de les maneres podria continuar, però la independència estava declarada. En les últimes discussions, el Congrés d'Estònia va prevaler en els ambdós punts esmentats.
El 24 de maig de 1991 Heinrich Mark, en una sessió del Congrés, va donar la ciutadania estoniana a totes les persones, que eren registrades com a tals pels Comitès de Ciutadans d'Estònia.

## Ciutadania
Després de la nova Constitució es va establir, el 1992 una nova llei de ciutadania que reconeixia els registres de ciutadania dels Comitès de Ciutadans com a registre dels ciutadans d'Estònia. Els ciutadans de la Unió Soviètica que havien presentat sol·licitud de targetes de ciutadania al Comitè, podrien rebre la ciutadania estoniana en virtut d'un procediment simplificat. El 1996 un total de 23.326 persones, més del 38% dels que van presentar sol·licitud de targetes al Comitè de Ciutadania, havien estat naturalitzats per aquest procediment. Altres no ciutadans havien de passar un examen de llengua i història estoniana i nocions de la constitució d'Estònia per a ser naturalitzats.
Per la seva banda, Rússia és un Estat successor de la Unió Soviètica, i tots els ciutadans de l'exURSS hi són qualificats de naturals nascuts a la Federació Russa, i segons la llei de ciutadania de la RFSSR, en vigor fins al 2000, i per a ser ciutadans només ho havien de demanar.

### Llista de membres destacats
- Jüri Estam
- Tunne Kelam
- Alfred Käärmann
- Lennart Meri
- Linnart Mäll
- Ahti Mänd
- Mart-Olav Niklus
- Kalev Ots
- Ilmar Palias
- Lagle Parek
- Hain Rebas
- Vardo Rumessen
- Ain Saar
- Edgar Savisaar
- Enn Tarto
- Jüri Toomepuu
- Trivimi Velliste

## Darrers esdeveniments
Al llarg dels anys, les condicions de naturalització van ser canviades diverses vegades. El maig de 2007 un sol·licitant de naturalització no necessita passar ja un examen d'història en estonià, però ha de demostrar la residència legal en territori estonià (almenys 8 anys, dels quals els darrers 5 anys ha de ser "continu", definit com a passar almenys 183 dies de l'any en sòl estonià) i uns ingressos legals i estables.